# Deparia angustata
Deparia angustata är en majbräkenväxtart som först beskrevs av Takenoshin Nakai, och fick sitt nu gällande namn av Nakaike. Deparia angustata ingår i släktet Deparia och familjen Athyriaceae. Inga underarter finns listade.